# Pro Fonteio

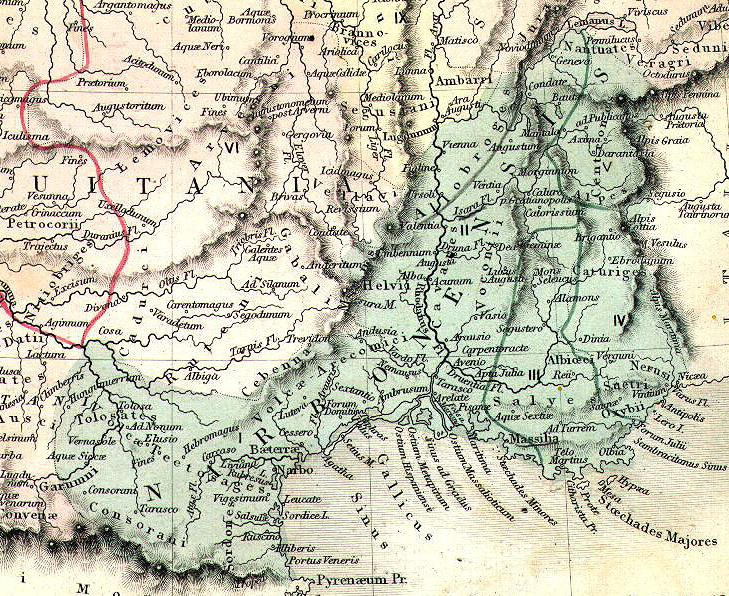
La Gaule narbonnaise (A.H. Dufour, La Gaule sous l'Empire romain, 1846).

Le Pro Fonteio (Pour Fonteius) est une plaidoirie prononcée en 69 av. J.-C. par Cicéron en défense de M. Fonteius, ancien propréteur de la Gaule Transalpine, que plusieurs peuples gaulois accusent de concussion et d'abus de pouvoir. 

## Le procès
M. Fonteius (son cognomen est inconnu), citoyen de Tusculum, chevalier d’origine plébéienne, a été légat de légion en Hispanie ultérieure puis en Macédoine où il repousse une incursion des Thraces. Lieutenant de Pompée, il gouverne la province romaine de Gaule transalpine pendant trois ans (soit de 76 à 74 av. J.-C., soit de 75 à 73, soit de 74 à 72). Les troupes de Pompée hivernent alors en Gaule transalpine pendant la guerre de Sertorius et cette région, récemment soumise et peu structurée, doit contribuer au financement et à l’approvisionnement de l'armée romaine. Fonteius charge les Gaulois de lourdes contributions, conduit une série d'opérations pour soumettre plusieurs peuples, notamment les Voconces et les Volques, et met en application des confiscations décidées par le Sénat au détriment des Helviens et Volques Arécomiques,. 

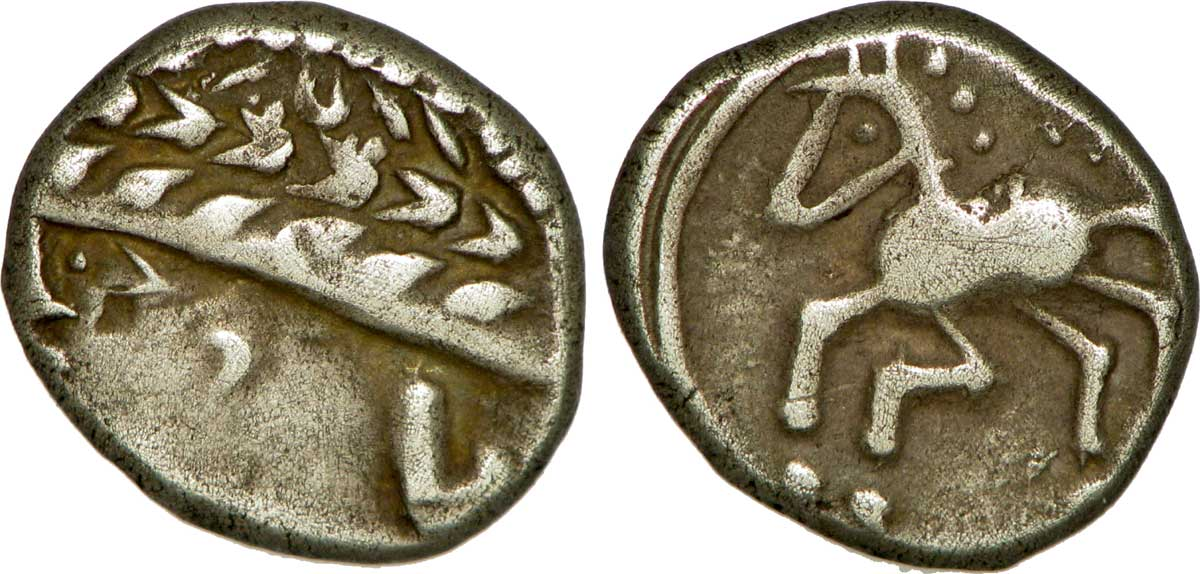
Monnaie d'argent des Allobroges, Ier s. av. J.-C.

En 69, les Rutènes, Allobroges, Voconces et peut-être d'autres civitates, déposent une plainte à Rome contre Fonteius qu'ils accusent de concussion, prévarication et violence. Les plaignants sont sous le patronage de deux citoyens romains, M. Pletorius, inconnu par ailleurs, et M. Fabius, probablement un parent de l'ancien consul Quintus Fabius, vainqueur des Allobroges en 121. Cet épisode est connu par le discours de Cicéron prononcé pour la défense de Fonteius. Il est reproché à Fonteius, entre autres, d'avoir vendu des exemptions et touché des pots-de-vin sur la construction de voies romaines (dans le prolongement de la Voie Domitienne) et, par ailleurs, d'avoir instauré des taxes arbitraires sur le commerce du vin, exporté d'Italie et très apprécié par les Gaulois,. 
C'est un des discours où Cicéron donne l'image la plus négative des Gaulois « barbares », terme grec péjoratif qu'il applique aux accusateurs de Fonteius : le barbare est caractérisé par la feritas (férocité) et la uanitas (incompétence), défauts qu'il oppose aux vertus du « civilisé » romain ou grec :
« Quelle est donc cette accusation qui franchit plus aisément les Alpes que les quelques marches du Trésor, qui met plus de zèle à défendre les finances des Rutènes que celles du peuple romain, qui utilise plus volontiers des témoins inconnus que connus de tous, étrangers plutôt qu'autochtones, qui pense mieux assurer le chef d'accusation par la haine passionnée de barbares que par les preuves écrites d'hommes de chez nous ? ».
Pour discréditer les Gaulois, il ne manque pas de rappeler le caractère « barbare » de leur religion :
« Ils ont conservé jusqu'à ce jour la coutume monstrueuse et barbare des sacrifices humains. »
Il insiste également sur leur comportement peu civilisé sur le Forum :
« Voyez-les (...) se répandre, gais et arrogants, la menace à la bouche, dans tout le forum, cherchant à nous effrayer par les sonorités horribles de leur langue barbare. »

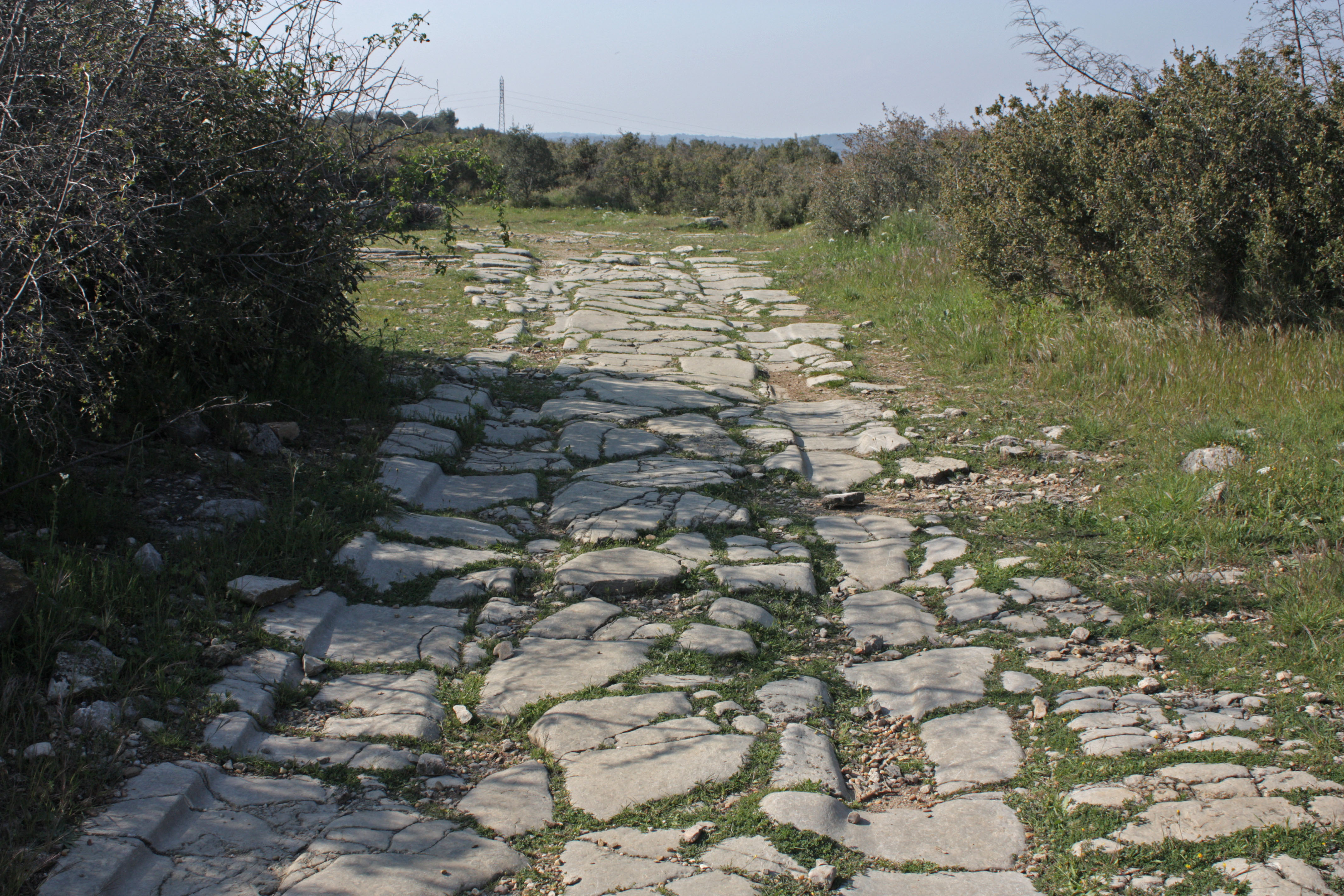
La Voie Domitienne, route romaine traversant la Gaule transalpine, à Ambrussum près de Lunel.

Cicéron fait valoir l'inconsistance de l'accusation, formulée par des témoins passionnés et dont la loyauté envers Rome est douteuse :
« Quant aux autres que des guerres considérables et répétées avaient mis pour toujours dans l’obéissance du peuple romain, [Fonteius] en a exigé une nombreuse cavalerie pour les guerres que le peuple romain menait alors dans l’univers entier, de grosses sommes d’argent pour la solde de ces troupes, une grande quantité de blé pour soutenir la guerre d’Espagne. »
Au contraire, l'orateur insiste sur les témoignages favorables des citoyens de Narbonne, la plus ancienne colonie romaine hors d'Italie, et de Marseille, colonie grecque et fidèle alliée de Rome, ainsi que de plusieurs colons romains en Gaule narbonnaise, publicains, cultivateurs, éleveurs de bétail ou négociants. Cicéron ne manque pas de faire valoir leur loyauté pendant la guerre de Sertorius, contrastant avec l'attitude hostile ou incertaine des Gaulois.

## Conséquences
Cicéron, dans ses discours contre Verrès l'année précédente, avait pris la défense des provinciaux opprimés par un gouverneur romain prévaricateur. Mais Verrès venait de l'ancienne faction sénatoriale favorisée sous le régime aristocratique de Sylla, auquel Pompée venait de mettre fin. Au contraire, en défendant Fonteius, Cicéron affirme son soutien à la politique de Pompée, qui est à l'origine de sa nomination et de la réorganisation de la Gaule transalpine. En outre, Verrès, en Sicile, pressurait des Grecs « civilisés » alors que Fonteius faisait face à des Gaulois « barbares », instables et potentiellement hostiles.
L'historien français moderne Michel Kaplan note que Cicéron a plaidé dans six procès devant le tribunal De repetundis, chargé des affaires de concussion, dont un seul comme accusateur (contre Verrès), les autres, comme le Pro Fonteio et le Pro Flacco, comme défenseur, au bénéfice de personnalités qui étaient probablement aussi douteuses que Verrès : sa méthode habituelle est de discréditer les plaignants par des arguments retors.

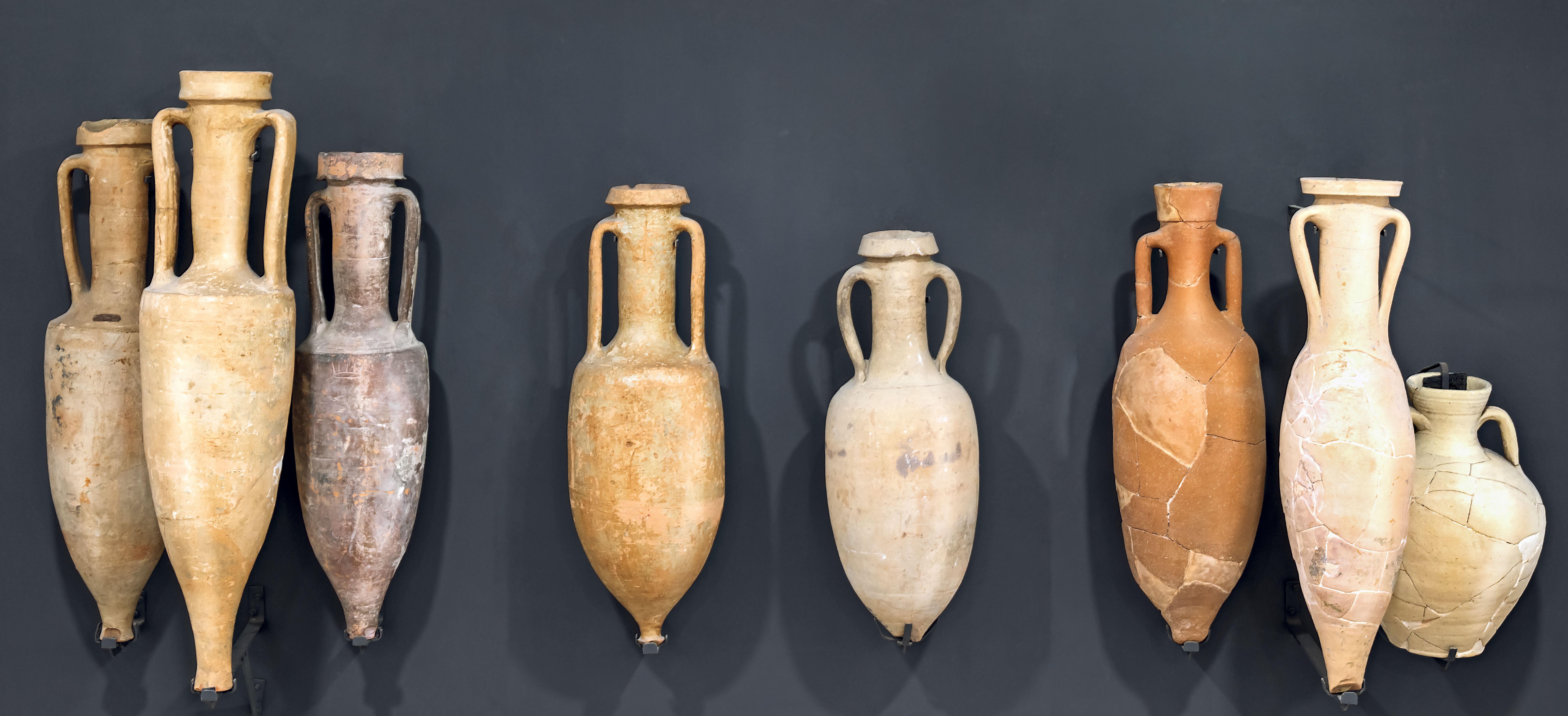
Amphores romaines du trouvées à Vieille-Toulouse, témoignage du commerce du vin italien dans le sud de la Gaule.

On ignore l'issue du procès. Fonteius est probablement acquitté mais il n'est plus question de lui par la suite dans la vie politique romaine.
Le Pro Fonteio n'est pas un des discours les plus connus de Cicéron bien que quelques passages soient cités par Quintilien et autres rhéteurs. Il nous est parvenu de façon incomplète, dans trois manuscrits du XVe siècle, sans qu'on sache exactement si les lacunes sont dues au hasard de la transmission ou à des coupures faites par Cicéron lui-même. L'historien Ammien Marcellin, au IVe siècle, cite une plaisanterie de Cicéron, sans doute à propos des taxes sur le vin instaurées par Fonteius : « Ils [les Gaulois] en étaient quittes pour boire leur vin trempé, ce qu'ils tiennent pour un véritable poison. »
Un passage de ce discours a par ailleurs permis de localiser le bourg gallo-romain d'Elesiodunum, aujourd'hui Montferrand (Aude), un des péages où les Romains prélevaient une taxe de 6 deniers par amphore sur le vin exporté « en pays ennemi », sans doute chez les Rutènes.